# Западный Мулен
За́падный Муле́н (фр. Moulins-Ouest) — кантон во Франции, находится в регионе Овернь, департамент Алье. Входит в состав округа Мулен.
Код INSEE кантона — 0324. Всего в кантон Западный Мулен входит 7 коммун, из них главной коммуной является Мулен.

## Коммуны кантона
| Коммуна  | Население, чел. (1999) | Почтовый индекс | Код INSEE |
| -------- | ---------------------- | --------------- | --------- |
| Аверм    | 3 966                  | 03000           | 03013     |
| Баньё    | 280                    | 03460           | 03015     |
| Куландон | 594                    | 03000           | 03085     |
| Монтийи  | 509                    | 03000           | 03184     |
| Мулен    | 8 664                  | 03000           | 03190     |
| Нёви     | 1 496                  | 03000           | 03200     |
| Обиньи   | 103                    | 03460           | 03009     |

## Население
Население кантона на 2007 год составляло 15 018 человек.
| 1962 | 1968 | 1975 | 1982 | 1990   | 1999   | 2006   | 2007   | 2008 |
| ---- | ---- | ---- | ---- | ------ | ------ | ------ | ------ | ---- |
| —    | —    | —    | —    | 15 732 | 15 602 | 15 018 | 15 018 | —    |